# Cécile Aubry
Pour les articles homonymes, voir Aubry.
Anne-José Bénard, dite Cécile Aubry, est une écrivaine, scénariste, réalisatrice et actrice française, née le 3 août 1928 à Paris 16e et morte le 19 juillet 2010 à Dourdan (Essonne).
Elle est notamment connue pour avoir écrit les feuilletons télévisés à succès des années 1960 comme la série Poly, Belle et Sébastien tiré de ses divers romans ayant Belle et Sébastien où son fils Mehdi El Glaoui joue comme acteur principal, ainsi que la série Le Jeune Fabre, qui fait connaître l'actrice Véronique Jannot.
Elle est également l'autrice d'une cinquantaine de livres pour enfants, dont la série Poly, qu'elle a d'abord développée sous forme de feuilleton télévisé.

## Biographie

### Naissance et famille

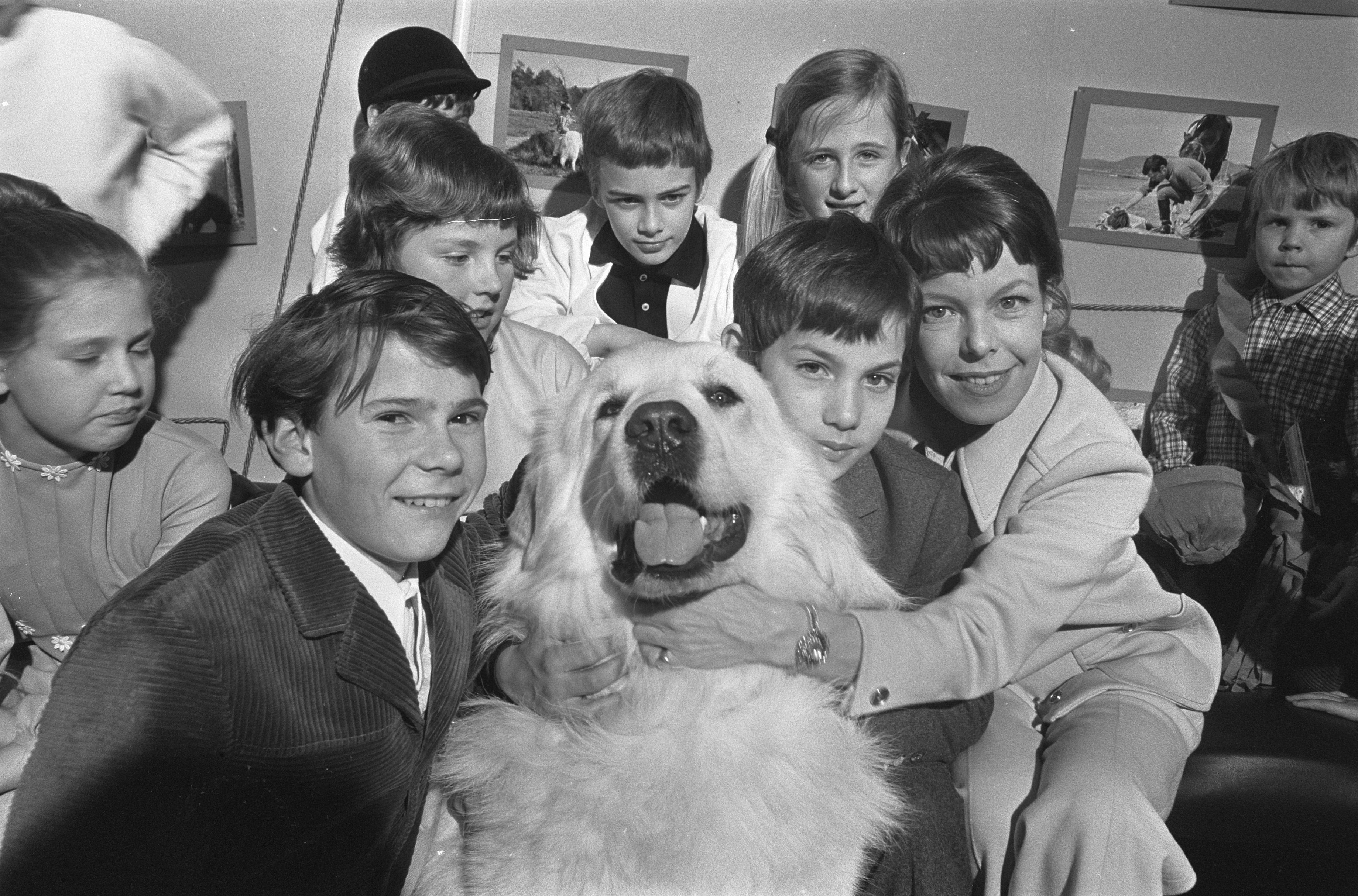
Séance de photos à Amsterdam, en 1969, pour la présentation publique de la deuxième saison de la série Belle et Sébastien, intitulée Sébastien parmi les hommes, avec Mehdi El Glaoui dans le rôle de Sébastien, et un chien de montagne des Pyrénées (ou pastou) : Cécile Aubry étreint son fils Mehdi et le pastou.

Anne-José Madeleine Henriette Bénard est issue d'une famille de la grande bourgeoisie. Son père Lucien Bénard, polytechnicien, est spécialiste en liquidation de sociétés, et sa mère, Marguerite Candelier, est égyptologue.

### Comme actrice

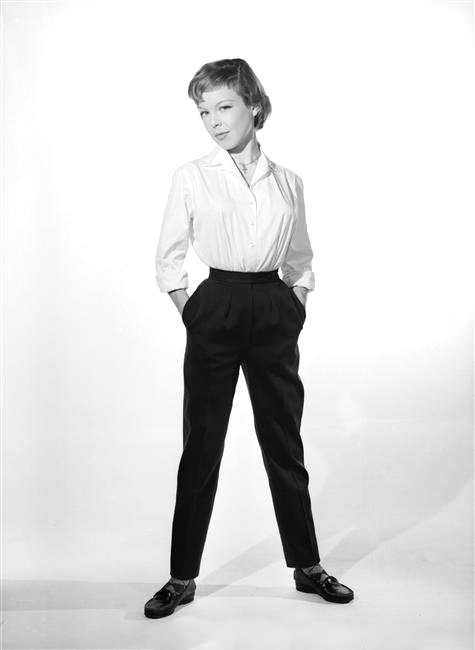
Cécile Aubry en 1952 (Studio Harcourt).

Elle débute comme danseuse et suit une formation de comédienne au cours Simon, où Henri-Georges Clouzot la découvre. Elle connaît un succès retentissant dès ses débuts avec le film Manon, de Clouzot, tourné en 1949 et recevant le Lion d'Or à Venise. Incarnant, selon la volonté du réalisateur, une ingénue perverse aussi vénale que sexuellement ‘vorace’, ce personnage inscrit dans le mythe de la femme-enfant lui apporte une notoriété internationale. Elle paraît à la une de l'édition du 26 juin 1950 du magazine Life et signe un contrat avec la 20th Century Fox.
Installée aux États-Unis, elle joue en 1950 dans La Rose noire, aux côtés de Tyrone Power et d'Orson Welles. Puis en 1951, elle est dans Barbe-Bleue la dernière femme de cet inquiétant personnage ; elle joue face à Pierre Brasseur dans la version française et avec Hans Albers dans la version allemande. Pendant une dizaine d'années, elle joue encore dans quelques films et deux pièces de théâtre qui ne connaîtront pas le succès de ses débuts et se prête à des apparitions publicitaires.

### Mariage et naissance de Mehdi
En 1956, elle épouse, à Paris, Si Brahim el Glaoui, fils de Thami El Glaoui, pacha de Marrakech, rencontré lors du tournage de La Rose noire ; et elle abandonne son métier d'actrice. La même année, elle donne naissance à un fils — le futur acteur et réalisateur Mehdi El Glaoui — et se fixe en France en achetant un grand moulin à 45 km au sud de Paris, à Saint-Cyr-sous-Dourdan, au bord de la Rémarde, dénommé Le Moulin bleu, pour y élever son fils loin de l'agitation parisienne. Mehdi n'aura presque pas connu son père, qui meurt en 1971.

### L'écriture et la télévision: Belle et Sébastien et autres œuvres
Ayant renoncé à son métier d'actrice, elle devient écrivain pour la jeunesse. Elle publie des ouvrages dont la critique note les qualités littéraires au service d'une trame attachante et nuancée, et adapte elle-même ses romans pour la télévision ; à l'inverse, elle écrit des scripts de séries dont elle tire ensuite des suites romanesques (adaptation en récit littéraire ou novélisation).
Elle réalise d'abord une série de courts métrages, Les histoires de Cécile, où elle lit devant la caméra les histoires qu'elle a écrites et illustrées à son fils Mehdi alors âgé de deux ans. Ce travail la fait repérer et déclenche la production du feuilleton Poly en 1961, à partir d'une idée conçue en 1958 ; elle est à nouveau à l'écriture et à la réalisation, et Mehdi tient encore le rôle central. La série de romans pour la jeunesse Poly paraît en France de 1964 à 1988 dans la Bibliothèque rose.
C'est ensuite qu'arrive la série Belle et Sébastien, autre feuilleton télévisé autour d'un animal et d'un enfant, avec 39 épisodes diffusés en trois parties de 1965 à 1970 sur la première chaîne de l'ORTF et dans lequel le rôle principal est joué par son fils Mehdi,. Elle y interprète également le rôle de la narratrice. Belle et Sébastien est un beau succès de la télévision, entre 1965 et 1968, et la série provoque même un engouement ponctuel en France pour les chiens de montagne des Pyrénées, dont la taille limite cependant l'implantation en milieu urbain. les histoires sont adaptées en livres pour enfants, mêlant savamment mystère et émotion. Poly comme Belle et Sébastien vont marquer une génération entière.
En 1973, elle écrit le scénario d'une autre série pour la télévision, Le Jeune Fabre, qui fait connaître l'actrice Véronique Jannot et qui est aussi sa dernière collaboration à la télévision avec son fils, interprète du rôle-titre.

### Fin de vie

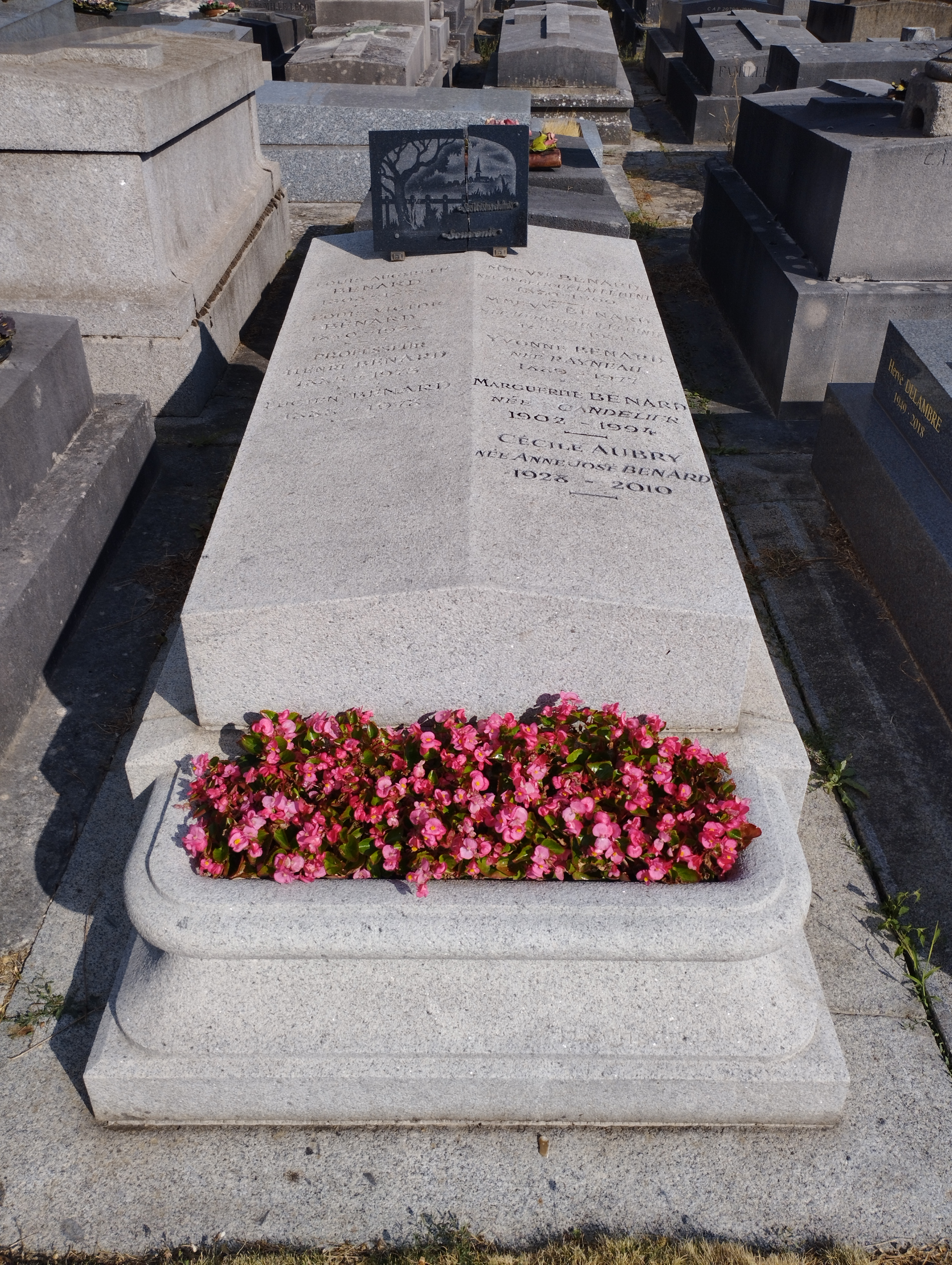
Tombe de Cécile Aubry au cimetière de Montrouge.

Toujours retirée au Moulin bleu à Saint-Cyr-sous-Dourdan, elle meurt au centre hospitalier de Dourdan des suites d'un cancer du poumon le 19 juillet 2010 à l'âge de 81 ans,.
Après des obsèques en l'église de Dourdan, elle est inhumée au cimetière de Montrouge situé à Paris 14e, aux côtés de sa mère.

## Hommage
L'école primaire de Saint-Cyr-sous-Dourdan est dénommée « école Cécile-Aubry ».

## Filmographie

### Actrice
- 1947 : Une nuit à Tabarin de Karel Lamač
- 1949 : Manon d'Henri-Georges Clouzot : Manon Lescaut
- 1950 : La Rose noire (The Black Rose) d'Henry Hathaway : Maryam
- 1951 : Barbe-Bleue (Blaubart) de Christian-Jaque : Aline
- 1953 : Voleur malgré lui (Piovuto dal cielo) de Leonardo De Mitri : Maria
- 1954 : Danse au soleil (Tanz in der Sonne) de Géza von Cziffra : Nanon
- 1959 : Bonjour la chance (La Ironía del dinero), segment Séville d'Edgar Neville : l'Américaine
- 1965 : Belle et Sébastien (série télévisée) : la narratrice

### Scénariste
- 1961 : Poly, série télévisée puis de 1963 à 1973. Le rôle de Pascal est interprété par Mehdi El Glaoui, le fils de l'auteur.

1. Poly ou le Mystère du château
2. Les Vacances de Poly
3. Poly et le Secret des sept étoiles
4. Poly au Portugal
5. Au secours Poly, au secours !
6. Poly et le Diamant noir
7. Poly à Venise
8. Poly en Espagne
9. Poly en Tunisie

- Belle et Sébastien, série télévisée (3 saisons de 13 épisodes). Le rôle de Sébastien est interprété par Mehdi El Glaoui, le fils de l'auteur.

1. 1965 : Belle et Sébastien
2. 1968 : Sébastien parmi les hommes
3. 1970 : Sébastien et la Mary-Morgane

En 1981, la première saison est adaptée en film d'animation au Japon sous le titre Meiken Jolie. En 2013, elle fait également l'objet d'un film réalisé par Nicolas Vanier. L'appellation Saison a été créée pour le marketing de la série lors de sa sortie en dvd en 2005 et 2006 : le titre original de chacune des saisons 2 et 3 a pratiquement été occulté et ne figure qu'en caractères minuscules au dos du packaging des coffrets DVD.
- 1973 : Le Jeune Fabre, série télévisée. Le jeune Fabre est interprété par Mehdi El Glaoui. La série fera connaître Véronique Jannot.
- 1990 : Encontro em Lisboa, court-métrage de Claude Boissol

### Réalisatrice
- 1961 : Poly ou le mystère du château
- 1965 : Belle et Sébastien
- 1968 : Sébastien parmi les hommes
- 1970 : Sébastien et la Mary-Morgane
- 1973 : Le Jeune Fabre

## Théâtre
- 1953 : O, mes aïeux !... de José-André Lacour, mise en scène Jean Le Poulain, théâtre de l'Œuvre
- 1955 : La Chair de l'orchidée adaptation Frédéric Dard et Marcel Duhamel d'après James Hadley Chase, mise en scène Robert Hossein, théâtre du Grand-Guignol

## Publications

### Poly
Bibliothèque rose (Hachette).
- Poly, 1964
- Les Vacances de Poly, 1964
- Poly et le secret des sept étoiles, 1966
- Au secours, Poly ! , 1967
- Poly et le Diamant noir, 1968
- Poly à Venise, 1970
- Poly et son ami Pippo, 1971
- Poly en Espagne, 1972
- Poly en Tunisie, 1973
- Poly et le Mystère de l'oasis, 1974
- Poly, la rose et le mendiant, 1976
- Poly au Portugal, 1976
- Poly au festival pop, 1978
- Poly superstar, 1981
- Poly s'amuse, 1981
- Poly à Paris, 1981
- Poly au Québec, 1982
- Poly en Irlande, 1982
- Poly, champion des motards, 1983
- Poly fait scandale, 1984
- Poly se fâche, 1985
- Poly amoureux, 1986

### Belle et Sébastien
Bibliothèque verte (Hachette) et Julliard.
- Belle et Sébastien : Le Refuge du Grand-Baou, 1966, Galaxie
- Belle et Sébastien : Le Document secret, 1966, Galaxie
- Sébastien parmi les hommes, 1968, Julliard; rééd. 1977, ill. Annie-Claude Martin, Éditions G. P., Bibliothèque Rouge et Or Souveraine no 351
- Sébastien et la Mary Morgane : Le Capitaine Louis Maréchal, 1969, Presses Pocket; rééd. 1977, ill. Annie-Claude Martin, Éditions G. P., Bibliothèque Rouge et Or Souveraine no 358
- Sébastien et la Mary Morgane : Le Retour du Narval, 1969, Presses Pocket; rééd. 1977, ill. Annie-Claude Martin, Éditions G. P., Bibliothèque Rouge et Or Souveraine no 359
- Un été pour Sébastien, 1972, Presses Pocket
- Séverine, Belle et Sébastien, 1977, GRGR

### Autres romans
- Pick et Nicolas , 1958, Hachette
- Le Trouble des eaux, 1959, Oliven
- Le Jeune Fabre, 1973, Presses Pocket
- Mes sorciers, 1974
- Hervé et l'anneau d'émeraude, 1975, Bibliothèque verte, Hachette
- Hervé au château, 1977, Bibliothèque verte, Hachette
- David et Prisca, 1977, GRGR (Grands Romans - Grands Récits).
- Je n'avais pas pensé à toi, 1977, Julliard
- La Grande Bastide, 1979, Julliard
- Le Bonheur volé, 1981, Julliard

### Préface
- Dis, pourquoi ?, 1967, Hachette